# Confraries de Setmana Santa de Palma
Les confraries de Setmana Santa de Palma són un col·lectiu de confraries que s'organitzen en l'Associació de Confraries de Setmana Santa de Palma per organitzar els actes religiosos propis de la Setmana Santa palmesana, principalment les processons.

## Confraria de la Santa Caritat i Sant Juníper Serra
Fundada el 2003, té la seu a l'església de la Mercè. El Dilluns Sant de 2022 estrenaren el seu pas, obra de Ramón Martín, que representa les negacions de Sant Pere i és portat a pes.

## Confraria de Jesús del Gran Poder

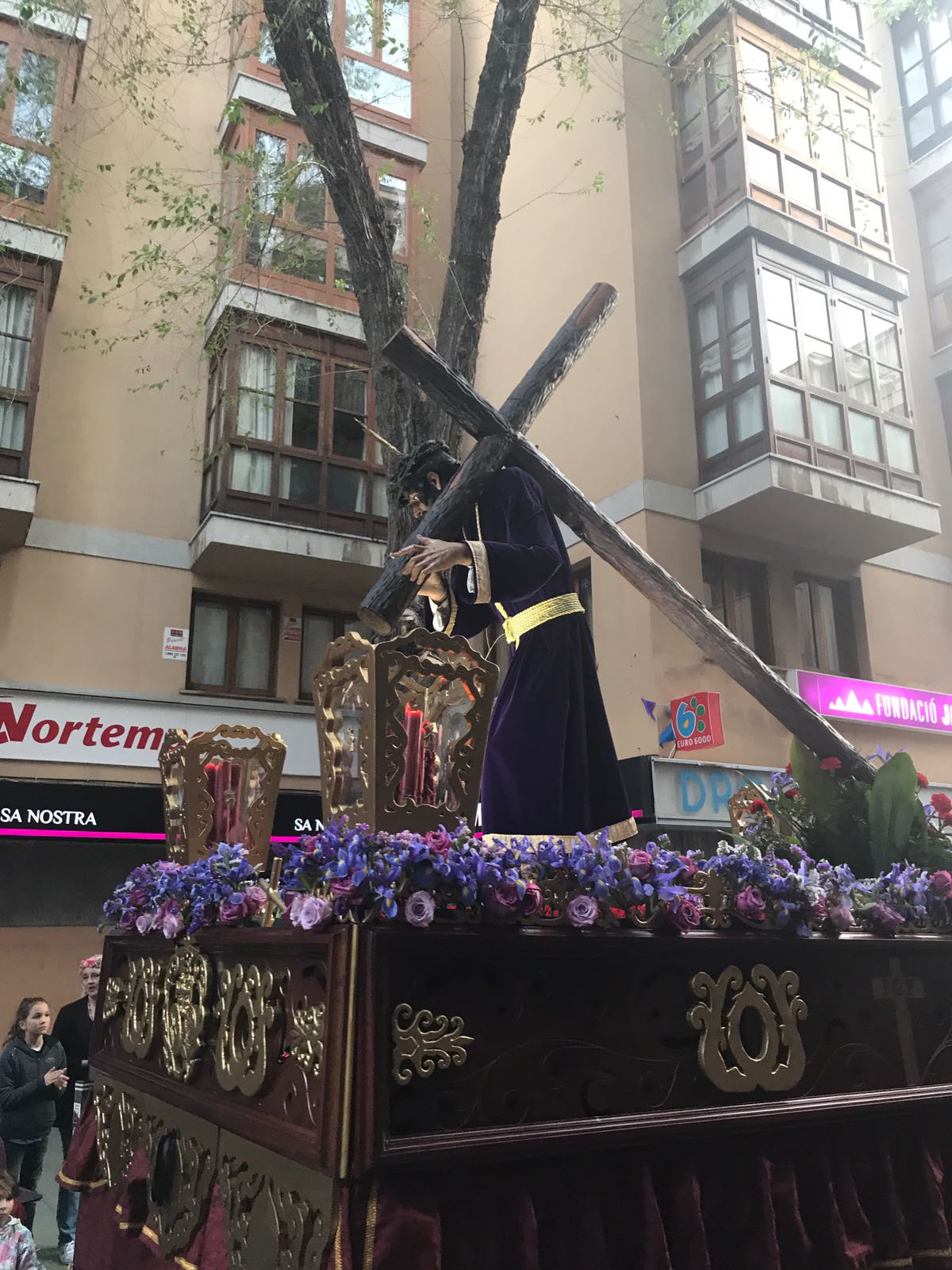
La imatge de Jesús del Gran Poder

Fou fundada el 2001 i té la seu a la parròquia de Sant Joan d'Àvila, al polígon de Llevant.

## Confraria de Santa Mònica

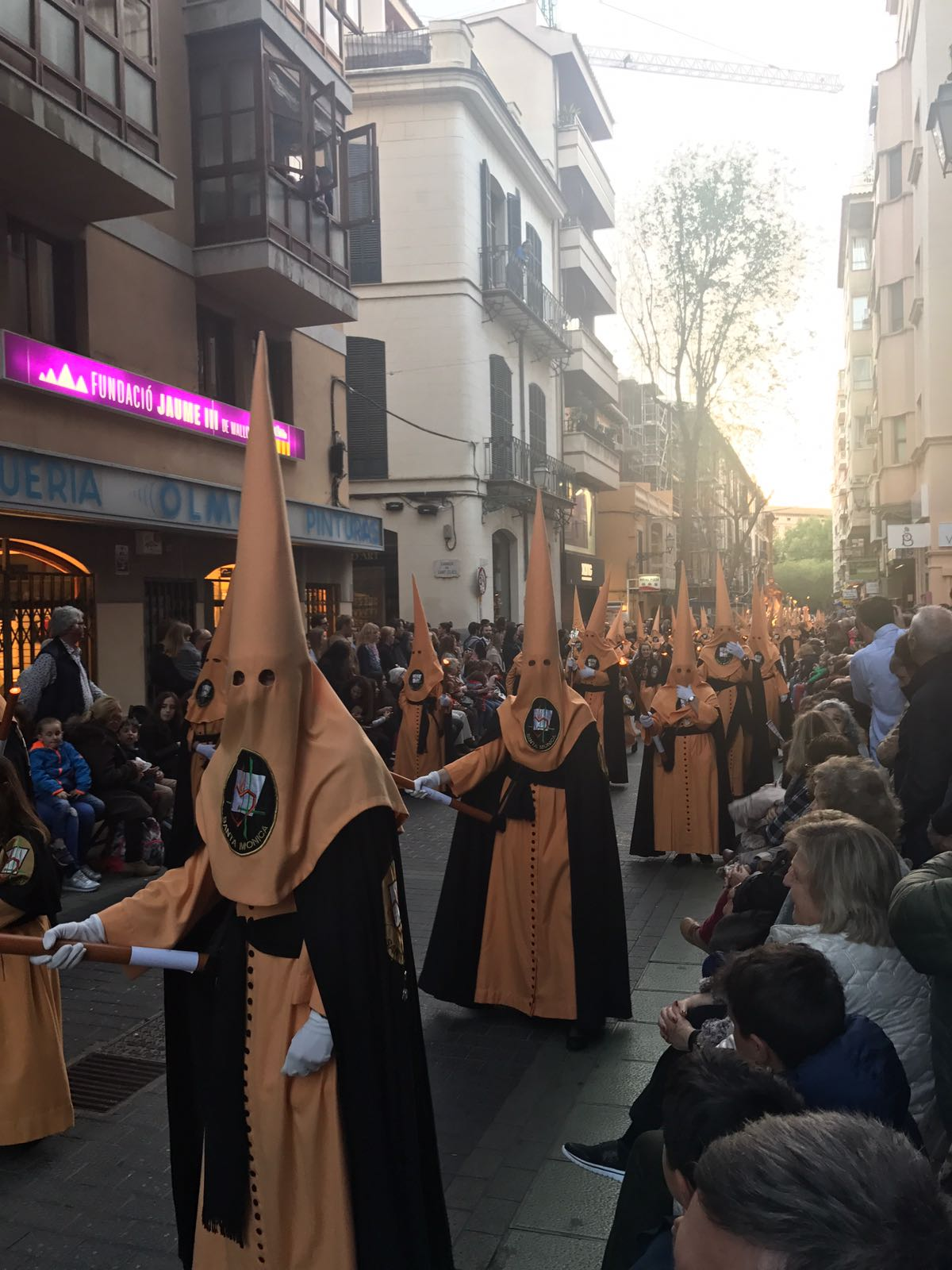
La confraria de Santa Mònica

Fou fundada el 1997 i està vinculada l'Escola Santa Mònica, gestionada per les agustines, motiu pel qual té la seu a l'església de la Concepció (propietat de les agustines). El 2002 estrenaren el seu pas, Jesús camí de Getsemaní.

## Confraria de Nostra Senyora del Socors

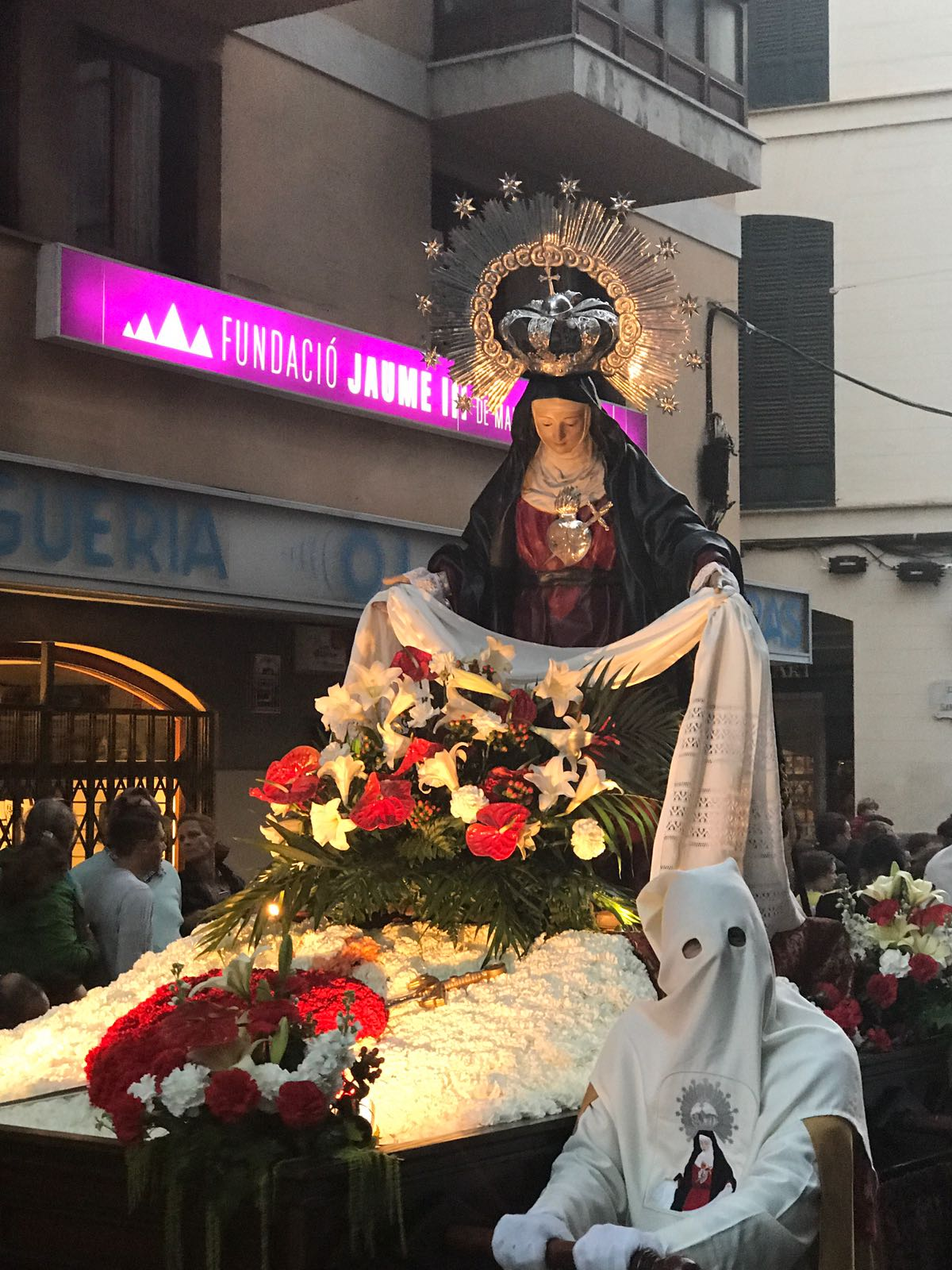
La Mare de Déu del Socors

La vesta consisteix en una capa daurada i túnica i caperutxa blanques; sobre la caperutxa, a la part central, porten la imatge del Socors brodada (antigament, una fotografia estampada). L'escut conté un cor en flames, l'anagrama de Jesús i l'escut papal sobre un fons vermell. Té la seu a l'església de la Concepció, on es guarda la imatge de la Mare de Déu del Socors, talla del segle xv i patrona de la confraria.

### Pas
- Mare de Déu del SocorsÉs un anònim del segle xv que es guarda a l'església de la Concepció. Originàriament era una pietat i tenia un Crist jacent als peus, però es va perdre el segle xix i llavors va rebre la nova advocació del Socors.

## Confraria de Jesús del Bon Perdó i Nostra Senyora de les Angoixes

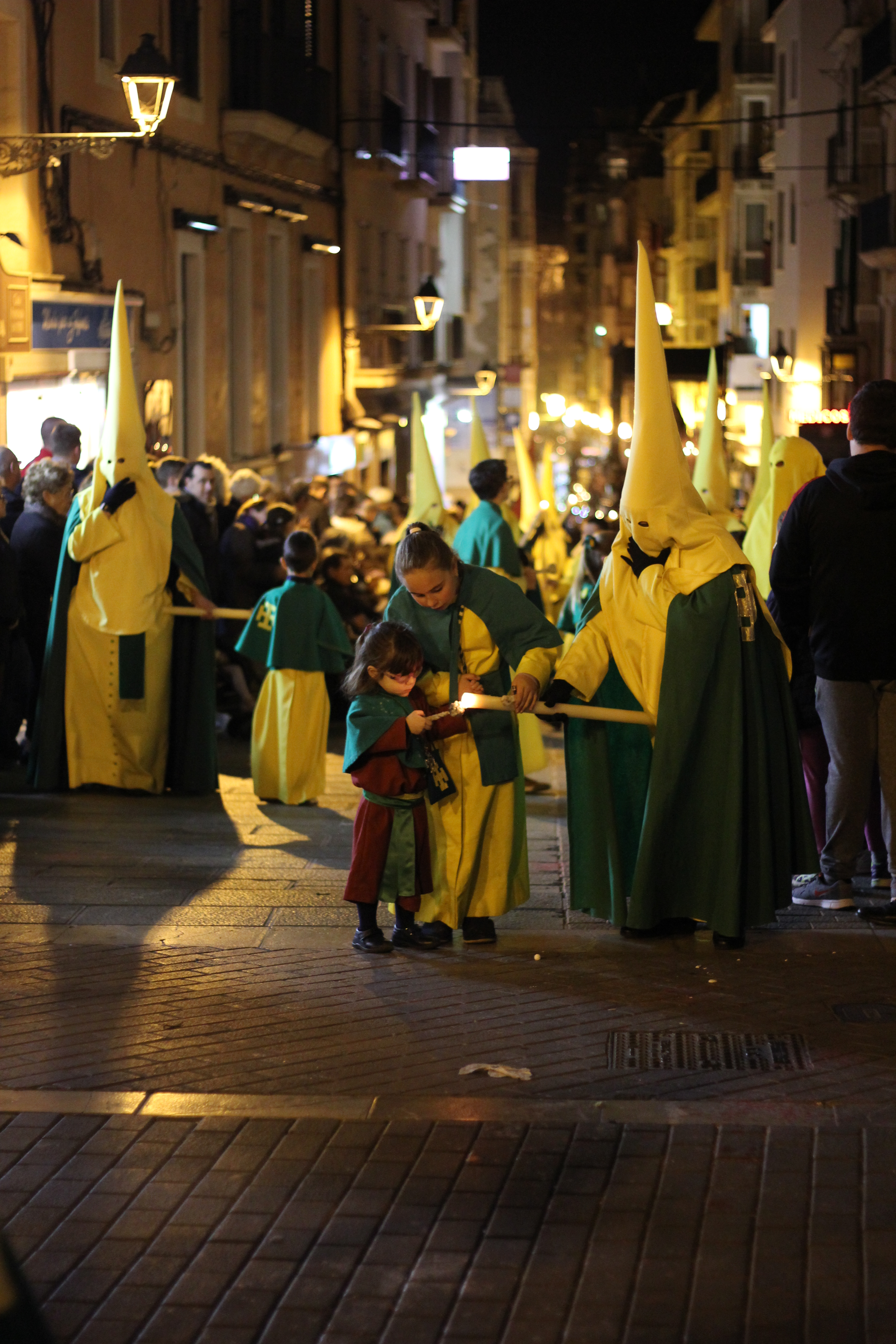
La confraria del Bon Perdó pujant el carrer dels Oms un Dijous Sant.

Fou fundada el 1988 amb seu a la parròquia del Beat Ramon Llull, a la barriada de Son Cotoner, tot i que actualment té la seu a l'església del Sagrat Cor de Jesús de la barriada dels Hostalets. Existeixen dos models de vesta: una amb la túnica i la caperutxa grogues, que correspon a la secció de Jesús del Bon Perdó, i una amb la túnica i caperutxa granades, que correspon a la secció de Nostra Senyora de les Angoixes; totes dues comparteixen la capa verda amb una creu groga brodada al costat i, al centre de la caperutxa, l'escut, un cor groc en flames, travessat per una espasa i amb espines sobre una creu daurada. El motiu d'aquesta duplicitat és l'agermanament de la confraria amb la Hermandad de Nuestra Señora de las Angustias d'Alcalá la Real (Jaén), de la qual la confraria palmesana incorporà el cor en flames a l'escut i l'advocació mariana en el nom de la confraria. Del 2013 al 2017 fou titular d'una processó en Dilluns Sant, que els dos primers anys tenia origen i terme a l'església de la Concepció, i els altres anys a l'església del Sagrat Cor; es deixà de celebrar amb la reforma de 2018. Està agermanada amb la Confraria de Simó Cirineu.

### Passos
- Jesús del Bon PerdóÉs obra d'Ana Rey (2018) i representa la Unció de Betània. El 2018 la imatge actual substituí l'antiga, que era obra de Manuel Barrado (1997) i que era portat amb rodes; el 2016 s'estrenà amb costaleres, totes dones, tot i que ocasionalment també surt amb rodes i no a pes.
- Mare de Déu de les AngoixesÉs obra de Manuel Hernández León i representa una Dolorosa. S'estrenà en processó el 2001 i sempre ha estat portat per costalers. El 2016 estrenà el pali.
Antigament havia tret diversos passos. El primer de tots només sortí el 1989 i el retiraren perquè hom considerava que la iconografia no era pròpia de la Setmana Santa. Mentre no se'n confeccionava un de nou, el 1990 s'aprofità una imatge de Crist Ressuscitat (segle xvi) del convent de Santa Magdalena per fer un nou pas, juntament amb una Maria Magdalena del mateix convent; aquest conjunt processional sortí només aquell any i el següent. El 1992 la confraria tragué la Dolorosa de l'església de la Sang, que la cedí a la confraria per aquella Setmana Santa. El 1997 finalment la confraria estrenà la Unció de Betània, obra de Manuel Barrado, formada per una imatge de Jesús i una de Maria Magdalena. El 2016 s'aprofità que el pas canviava les rodes per costalers per restaurar la imatge de Maria Magdalena, que deixà de sortir. El 2018 aquest conjunt deixà de sortir perquè es confeccionà una nova imatge, obra d'Ana Rey.

## Confraria de Nostra Senyora de la Soledat

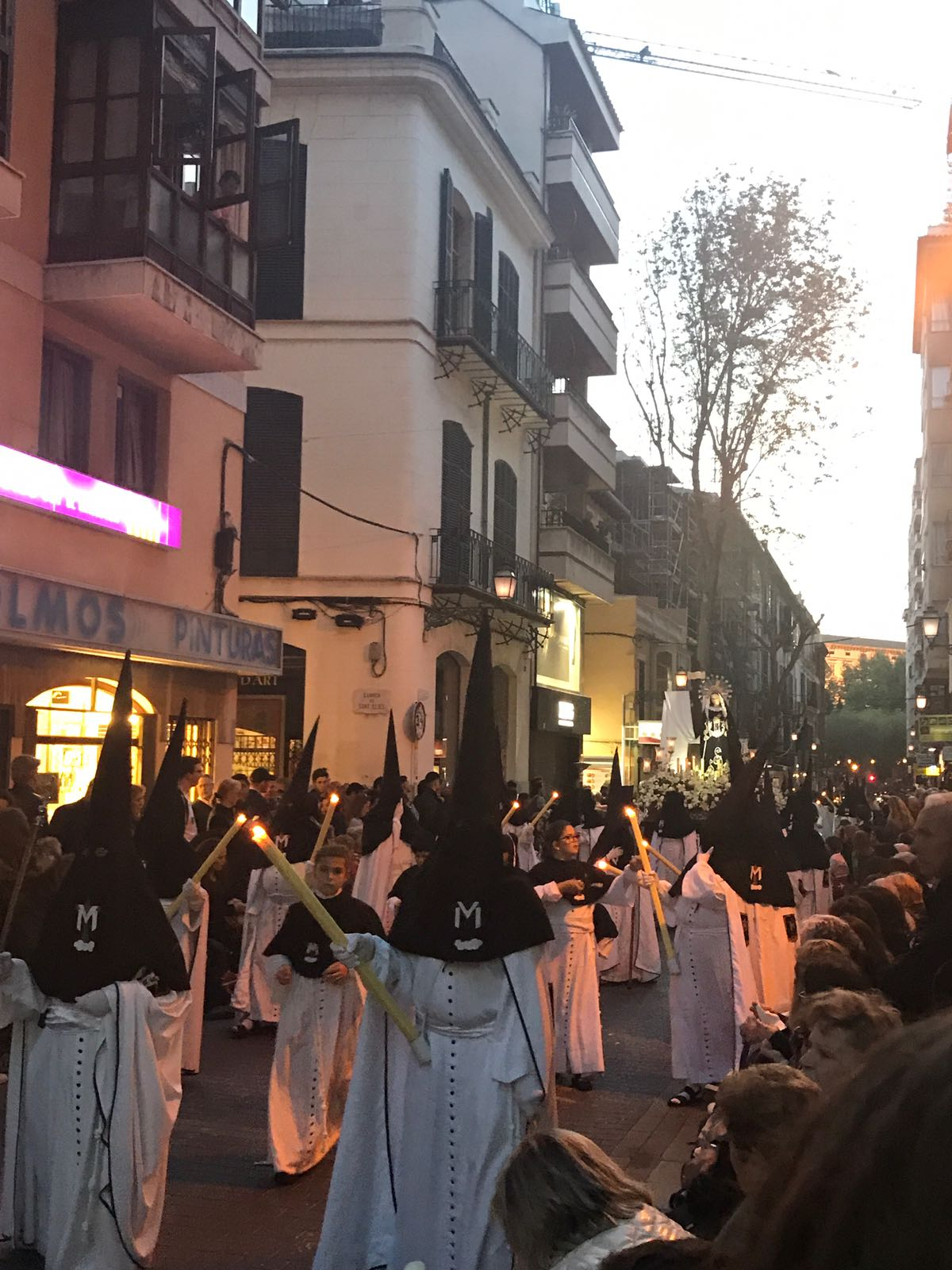
La confraria del la Soledat

Fou fundada l'hivern de 1957 per un grup de joves parroquians de l'església de la Soledat, molts dels quals eren treballadors de les fàbriques de la barriada de la Soledat, on sempre ha tengut la seu. La vesta està formada per túnica i capa blanques (tot i que els primers anys desfilaren sense capa i amb una túnica amb coa) i caperutxa negra, amb l'escut a la part central, que consisteix en la creu amb el Sant Sudari sobre el Golgotà. El 1959, pocs anys després de la fundació, la confraria començà a organitzar una processó en Divendres Sant per la barriada, sota l'advocació de la seva patrona i en la qual treien la imatge homònima. Aquesta processó es deixà de celebrar, però el 2004 es recuperà, aquesta vegada en Dimecres Sant i integrada en la processó del Camí de Getsemaní; actualment comparteix titularitat amb la Confraria de Santa Mònica, i alternen l'origen de la processó en un any i altre.

### Passos
- Nostra Senyora de la SoledatÉs obra de José Antonio Hernández Navarro (1993) i substitueix una imatge anterior, actualment conservada a la parròquia. L'original era portada amb andes per quatre homes fins que es va crear el nou escambell, ja per ser transportat amb rodes; la Setmana Santa de 1994 s'estrenà la nova imatge, també sobre el nou escambell sobre rodes.

## Confraria de la Mare de Déu de la Salut

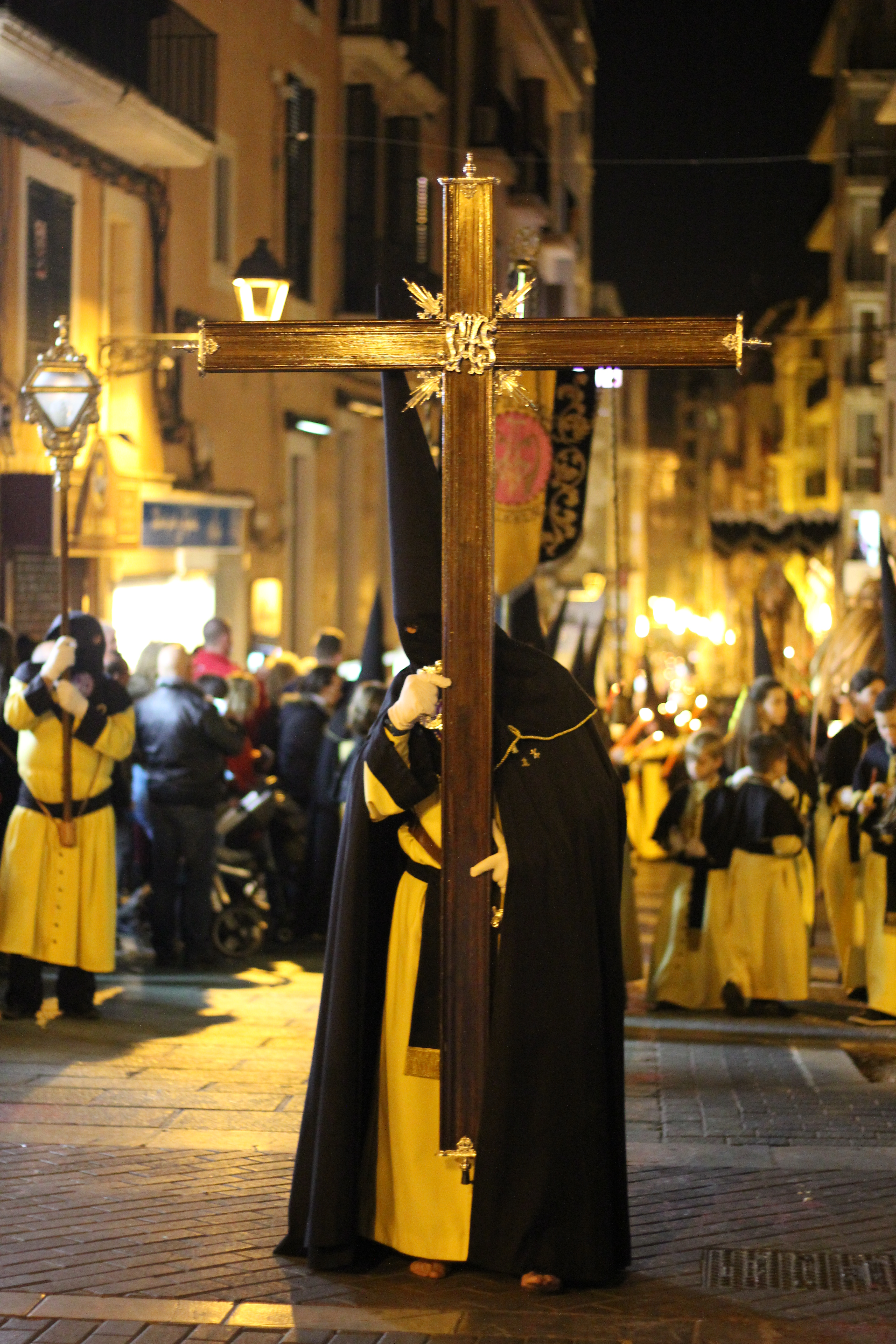
La confraria del Terreno pujant el carrer dels Oms un Dijous Sant.

Fou fundada el 1957 dins la parròquia de la Mare de Déu de la Salut, a la barriada del Terreno, i sortí per primera vegada la Setmana Santa de 1958. Aquell mateix any organitzaren una processó en Divendres Sant alternativa a la del Sant Enterrament, que se celebrava de feia pocs anys; aquesta nova processó sortia de la capella del Castell de Bellver i acabava a la parròquia de Terreno, i es deixà de celebrar els anys vuitanta. La vesta està formada per túnica groga i capa i caperutxa negres, i porten l'escut brodat a la caperutxa, que consisteix en un calze amb una hòstia a la part central, l'anagrama de Maria a l'esquerra i l'anagrama de Jesús a la dreta. Fins a 2017 tenia la seu a la parròquia de la Mare de Déu de la Salut, al barri del Terreno, però el 2018 passaren a la parròquia de la Mare de Déu del Roser, a la barriada de Son Cladera. A més de l'esmentada processó del Sant Enterrament, l'any 1985 fou titular de la processó del Dilluns Sant, que sortí per única vegada del convent de Santa Clara i que tengué com a titular el pas de Jesús a l'Hort; com que l'any següent la confraria cedí el pas a la del Remei, la processó no es tornà a celebrar.

### Passos
- El Sant SoparÉs obra de Xavier Raventós (1960) i representa el darrer sopar de Jesús amb els apòstols. Fou fet per encàrrec de la Confraria de Santa Marta; quan aquesta confraria desaparegué, cedí el pas a la Confraria de la Mare de Déu de la Salut, que el va treure per primera vegada el 1985. És un pas de dimensions molt grosses, i tot i que va sobre rodes és de circulació delicada.
- Mare de Déu de la SalutÉs obra de Francisco Berlanga i representa l'advocació mariana que dona nom a la que llavors era la parròquia seu de la confraria. Fou encomanada el 1991 i sortí per primera vegada la Setmana Santa de 1992. El 1997 es realitzà un pali i un nou escambell perquè la imatge fos portada per costalers a la sevillana; d'aquesta manera, esdevenia el segon pas de la Setmana Santa palmesana de ser portat per costalers, després de la confecció del nou pas de l'Esperança el 1953.
Per altra banda, els anys previs a l'obtenció del pas del Sant Sopar (1983, 1984 i 1985), la confraria tragué el pas de l'Oració de l'Hort, obra de Lluís Font (1867), que cedí el 1986 a la Confraria del Remei. A més, per la processó del Sant Enterrament la confraria treia un Sant Crist jacent portat amb andes per quatre persones que s'utilitzava per fer la representació de l'enterrament.

## Confraria de Nostra Senyora del Remei
Fou fundada el 1955 dins la parròquia del Remei, on sempre ha tengut la seu, i sortí per primera vegada el Dijous Sant d'aquell mateix any. És la confraria de la barriada del Molinar. La vesta, inspirada en l'hàbit dels trinitaris, consisteix en túnica blanca i capa i caperutxa negres, i sobre la túnica un escapulari, també blanc, que porta l'escut brodat a la part central, consistent una creu grega amb un pal blau i l'altre vermell. De 2012 a 2017 fou titular de la processó de la Sang del Molinar, celebrada en Dimecres Sant pel Molinar, amb origen i final a la parròquia del Remei; amb motiu de les reformes de 2018, aquesta processó no s'ha tornat a celebrar.

### Passos
- Oració a l'HortÉs obra de Lluís Font (1867) i representa l'escena en què Jesús prega a l'Hort de Getsemaní. Els anys 1983, 1984 i 1985 sortí amb la Confraria de la Salut, que la cedí a la del Remei el 1986. És una de les poques imatges que encara són portades amb andes per quatre persones, com era tradicional a les processons mallorquines.

## Confraria de Nostra Senyora de la Mercè
Fou fundada el novembre de 1953 per iniciativa dels mercedaris de l'església de la Mercè, on la confraria sempre ha tengut la seu. La vesta, inspirada en l'hàbit dels mercedaris, és tota blanca amb l'escut brodat a la part central de la caperutxa, que consisteix en l'escut de l'orde de la Mercè; per la part inferior penja de dos punts una cadena de baules petites. Aquesta confraria sempre ha desfilat sense pas.

## Confraria de l'Assumpció

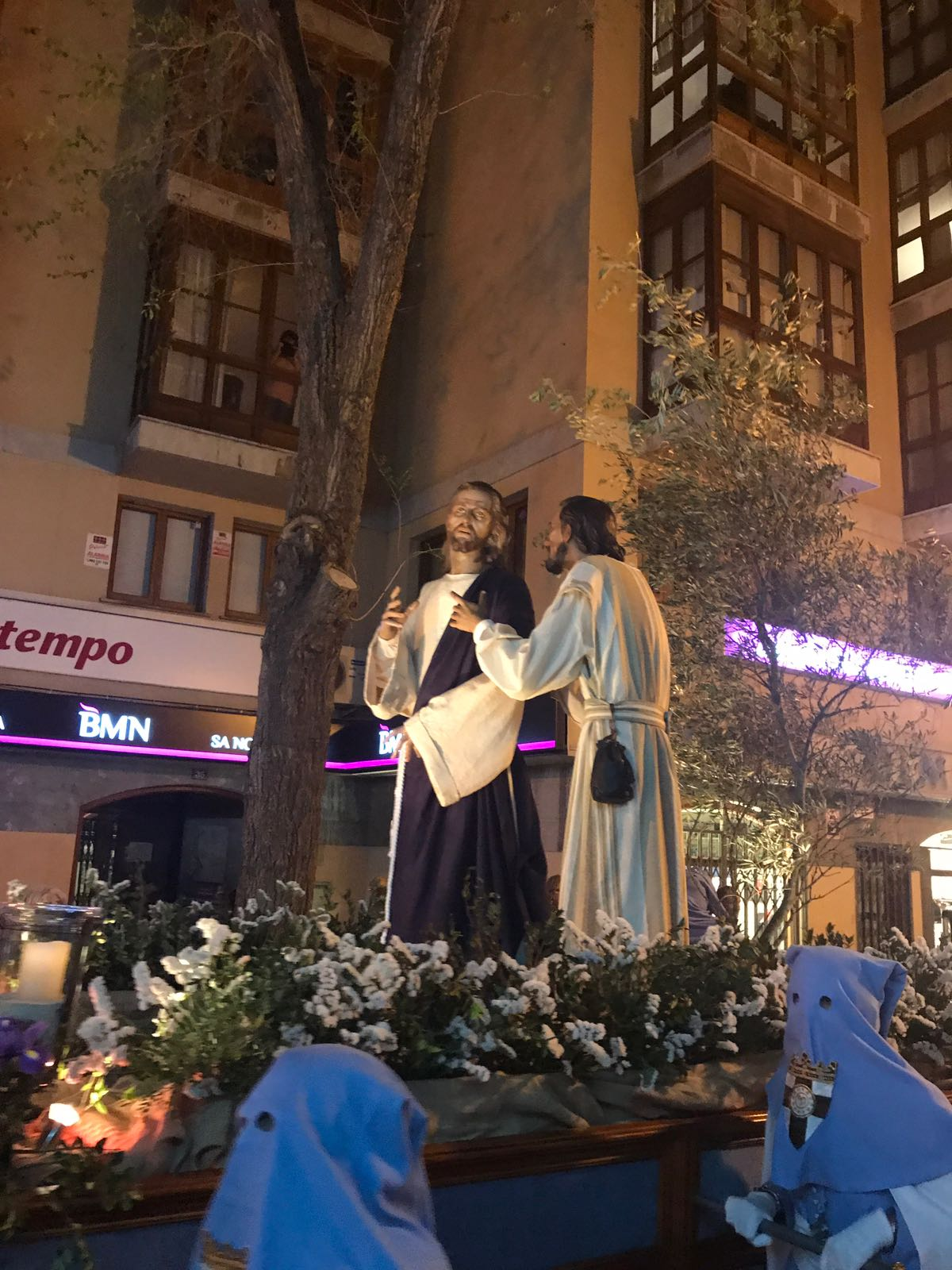
El bes de Judes

Fou fundada el Dijous Sant de 1952 dins de la parròquia de l'Assumpció per un grup de joves parroquians i participà per primera vegada en aquella mateixa processó. És la confraria de la barriada de Son Espanyolet. Ha portat sempre la mateixa vesta, conformada per túnica i caperutxa blau cel i capa blanca, colors marians; l'escut va a la part central de la caperutxa, i consisteix en una creu vermella sobre fons groc amb una hòstia al centre.

### Passos
- El bes de JudesÉs obra de Luis González Rey i representa el moment en què Judes lliura Jesús a les autoritats romanes. Va sortir per primera vegada la Setmana Santa de 2007.

## Confraria de Sant Jeroni
Fou fundada el 1952. Actualment té la seu a l'església de Santa Eulàlia, després que les jerònies del convent de Santa Elisabet abandonaren el monestir el 2015, la seva antiga seu i actualment en desús. La seva vesta és molt característica, car està feta tota de jute, tant la túnica com la caperutxa, que és apuntada però no té con; no porten capa i, en canvi, van tots fermats amb una cadena per la cintura i, en comptes de ciri, porten una creu de fusta de la qual penja un fanalet.

### Passos
- El PrendimentÉs obra del sevillà Ramón Martín i representa el moment en què Jesús és capturat a l'hort de les oliveres. Fou acabat el 2017 i va sortir per primera vegada la Setmana Santa d'aquell mateix any.

## Confraria del Sant Crist de la Santa Creu
Va ser fundada el 1951 quan a la parròquia de Santa Creu aparegué la idea de revifar l'antiga Confraria del Crist de la Santa Creu, fundada el 1687 per butla del papa Innocenci XI i que tenia la finalitat de venerar la imatge del Sant Crist de la Santa Creu, un Sant Crist trobat en unes obres dins Can Xambó (més tard Can Calafell, al carrer de Sant Llorenç) el segle xvi i atribuïda als cristians d'abans de la dominació musulmana de l'illa, imatge que era venerada a l'església de Santa Creu. La intenció era d'oferir un espai al Sant Crist per sortir en processó, com havia fet moltes vegades anys enrere (tot i que no en context de Setmana Santa), i hom trobà en l'Associació de Confraries de Setmana Santa, fundada feia poc, l'oportunitat ideal, car la junta cercava una confraria per organitzar una processó en Dimecres Sant. Així doncs, d'ençà de la seva fundació, la confraria organitza la processó del Dimecres Sant, primer anomenada del Silenci, que comença i acaba a l'església de Santa Creu i que és el dia en què es treu el Sant Crist de la Santa Creu. Per altra banda, la confraria fou fundada amb el nom de Confraria de Betlem, que és el motiu de la vesta que porten, molt característica, que imita el vestit dels antics israelites: la túnica és marró, i en comptes de caperutxa porten una peça, també marró, que els cobreix la cara però sense punta, i cenyida per un mocador de color a joc amb la capa, amb la característica que no hi ha uniformitat en aquest color, que pot ser blau, groc, vermell, carabassa, lila, verd... Sota la cara porten l'escut de la confraria, les cinc llagues, símbol extret de l'escut de l'antiga confraria. L'any 2000 s'incorporaren per desfilar amb aquesta confraria membres de la Legió Espanyola.

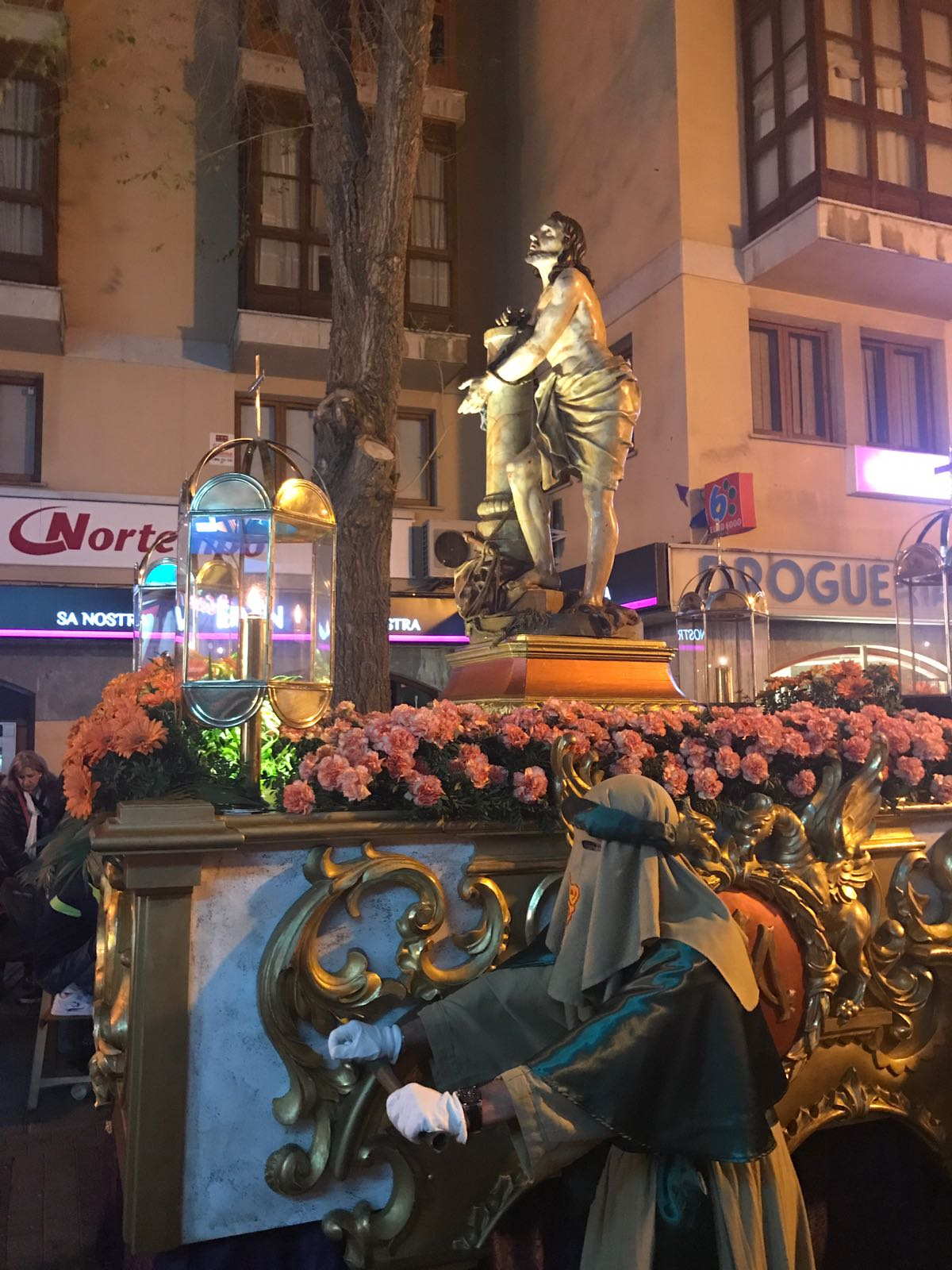
Jesús Assotat (1867)

### Passos
- Jesús assotatÉs obra de l'escultor Salvador Torres (1867) i representa la primera estació del Via Crucis. Fou cedida pel Consell (hereu de l'antiga Diputació Provincial) i, per bé que tradicionalment era portat amb andes per quatre persones, actualment és portat sobre rodes.
- Mare de Déu dels DolorsÉs una talla anònima que sortia a l'antiga processó del Divendres Sant que es feia del desaparegut convent de Sant Francesc de Paula al segle xix (llavors la imatge rebia l'advocació de la Soledat). Passà a la família Calafell, que la donà a la confraria per acompanyar el Sant Crist de la Santa Creu. Tradicionalment portada amb andes per quatre persones, actualment va sobre un pas en rodes.
A més d'aquests dos passos, el Dimecres Sant la confraria treu, en la processó de què és titular, la imatge del Sant Crist de la Santa Creu, portat amb andes per quatre persones. Aquesta processó se celebra de 1951 ençà, tot i que l'antiga confraria ja havia tret moltes vegades aquesta imatge en processó (però no per Setmana Santa).

## Confraria de Sant Tomàs d'Aquino
Fou fundada el 1945 per universitaris del Sindicato Español Universitario i participaren per primera vegada a la processó de Dijous Sant del mateix any. El patró i epònim de la confraria és Sant Tomàs d'Aquino, patró dels universitaris. Precisament, la vesta de la confraria està inspirada en l'hàbit dels dominics, orde al qual pertanyia Sant Tomàs: túnica blanca i capa i caperutxa negres. L'escut, brodat al lateral de la capa, està format per un llibre obert amb una ploma a sobre i tres estels. Té la seu al convent de Santa Clara.

### Passos
- La pietatÉs obra de Francesc Salvà. D'ençà de 2015 està adaptat per ser portat per costalers, tot i que en ocasions és portat a rodes.

## Confraria de Sant Jaume

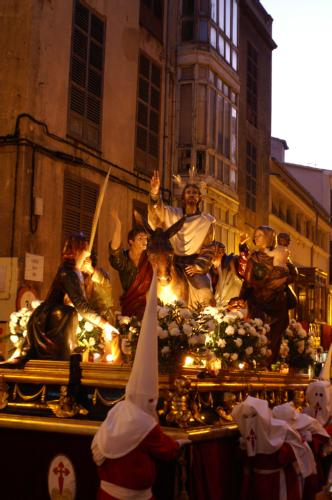
L'Entrada triomfal de Jesús a Jerusalem surt només el Diumenge del Ram

Fou fundada el 1944 vinculada a la parròquia de Sant Jaume, on sempre ha tengut la seu. La vesta consisteix en túnica vermella i capa i caperutxa blanques; al centre de la caperutxa porten l'escut brodat, que és una creu de Sant Jaume vermella sobre el fons blanc. És titular de la processó del Diumenge del Ram, que surt de l'església de Sant Jaume i actualment acaba a la Concepció.

### Passos
- Entrada triomfal de Jesús a JerusalemÉs obra de Jaume Mir i representa l'escena del mateix nom. Surt d'ençà de 1953, quan es creà la processó, i sempre ha anat amb rodes.
- Sant Crist de les Set ParaulesÉs obra de Fernando de las Heras i fa referència a les Set Paraules que pronuncià Jesús durant la crucifixió. Fou realitzat el 2002 i s'estrenà la Setmana Santa del mateix any, i va amb rodes.
- Mare de Déu de l'AmarguraÉs obra de Fernando de las Heras i representa una Dolorosa. La imatge és de 2006, i aquell mateix any s'estrenà utilitzant l'escambell del pas del Sant Crist de les Set Paraules; el 2008 la imatge estrenà escambell propi, també sobre rodes.

## Confraria de Sant Miquel

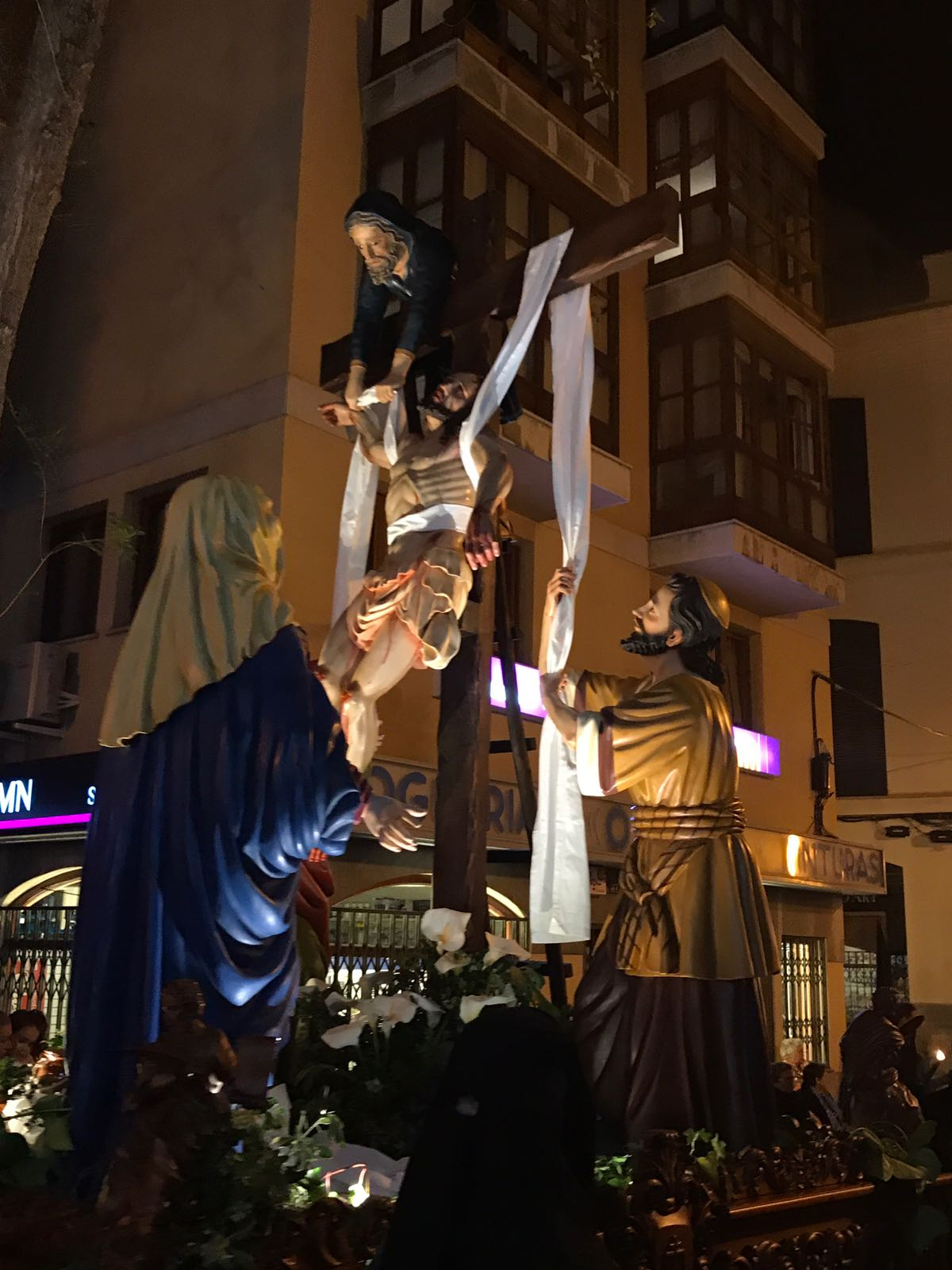
El Davallament

Fou fundada el 1941 vinculada a la parròquia de Sant Miquel, on sempre ha tengut la seu. La vesta consta de capa verda i túnica i caperutxa negres; al centre, l'escut brodat, format per una creu i unes balances, símbol associat a l'arcàngel Miquel, sobre fons negre. La confraria passà per moments difícils i durant uns anys no va sortir, però el 2008 la confraria agafà nova embranzida, reprengué la participació en les processons i emprengué la construcció de dos passos.

### Passos
- DavallamentÉs obra de l'obrador Villalba i representa la tretzena estació del Via Crucis, quan Jesús mort és davallat de la creu. Va sobre rodes i participà per primera vegada en la Setmana Santa de 2016.
- Jesús davant Ponç PilatÉs obra de l'obrador Villalba i representa la primera estació del Via Crucis, quan Jesús és presentat al poble per Ponç Pilat. Va sobre rodes i participà per primera vegada en la Setmana Santa de 2017.

## Confraria de la Salle
Fou fundada el 1940 per un grup d'antics amics de l'Escola de la Salle de Palma (a la qual sempre ha estat vinculada), situada al barri de Son Rapinya, motiu pel qual té la seu a l'església de Sant Bartomeu d'aquesta localitat. Va sortir per primera vegada el Dijous Sant del mateix any. La vesta és totalment blanca excepció feta del cinyel blau cel, i al lateral dret de la capa porten l'escut: una estrella (símbol de les escoles de La Salle) sobre barres blanques i blaves (els colors de les escoles) i el lema Signum fidei ('senyal de fe', el lema de les escoles). De 2005 a 2017 fou titular d'una processó celebrada els Dimecres Sant per Son Rapinya, amb origen a la parròquia i final a l'escola; amb motiu de les reformes de 2018, aquesta processó no s'ha tornat a celebrar.

### Passos
- Mare de Déu del Dolor SerèÉs obra d'Ernest Forteza i representa la tretzena estació del Via Crucis. Va sobre rodes.

## Confraria dels Cartoixans

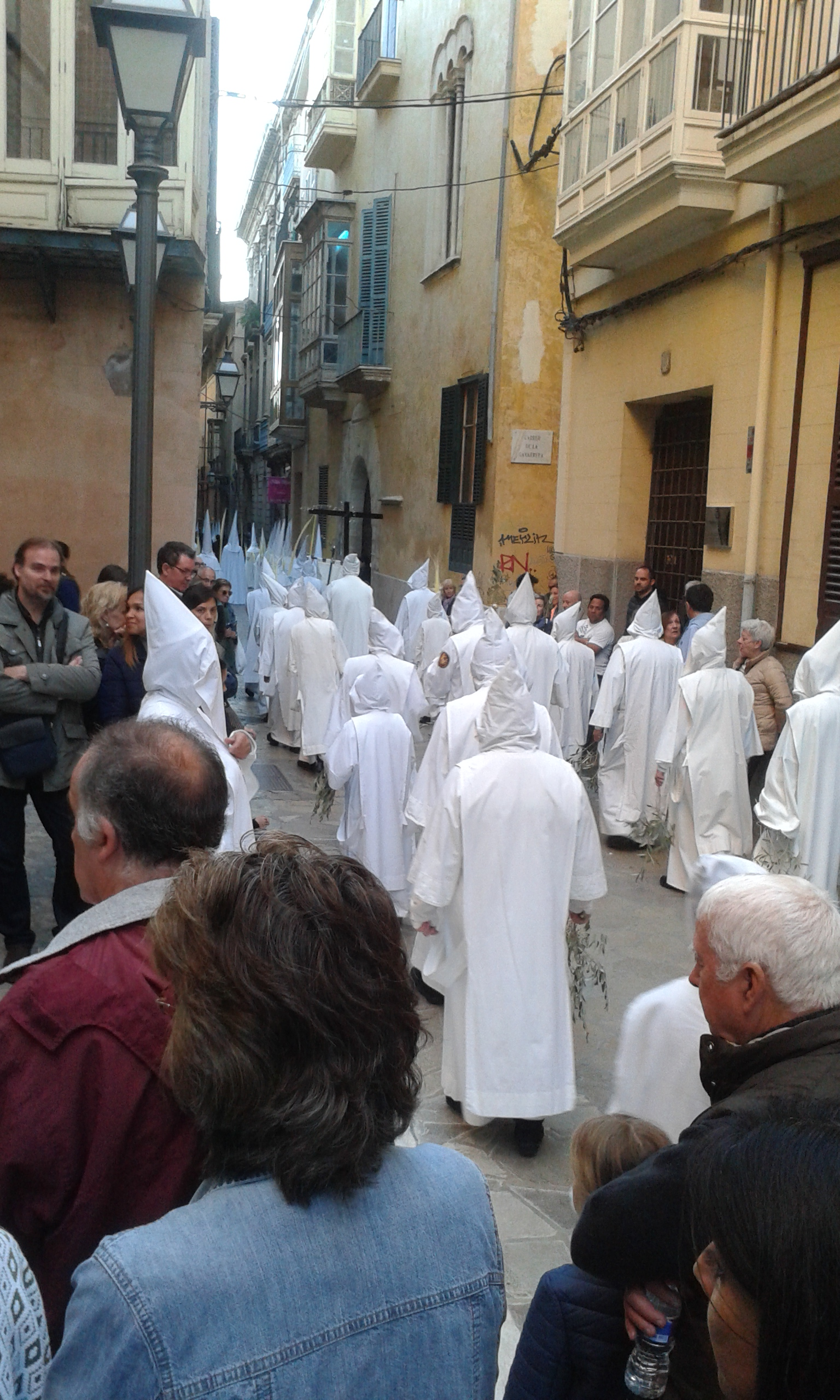
Els Cartoixans un Diumenge del Ram

Fou fundada el 1938 per iniciativa de Miquel Riutort i Cànaves i de Jaume Mas Carrió, tot i que no consta que sortissin a cap processó fins a la Setmana Santa de 1940. La vesta és inspirada en l'hàbit auster dels cartoixans, tota blanca, i consta de túnica, caperutxa apuntada però sense con, en comptes de capa, un escapulari, que a la part davantera porta brodat l'escut de la confraria (el de l'orde dels cartoixans). A més, en comptes de ciris desfilen amb fanals amb llums d'oli. Actualment té la seu a la parròquia de la Resurrecció (al barri de Cal Capiscol) i desfila sense passos.

## Confraria de la Joventut Oratoriana
El 1934 la Joventut Oratoriana (una congregació mariana) fundà la Confraria de la Joventut Oratoriana, dos anys més tard de la fundació de la congregació, i s'estrenà la mateixa Setmana Santa de 1934. La Joventut estava vinculada a l'església de Sant Felip Neri, on encara té la seu. Els primers deu anys no foren fàcils, amb la República (poc amable a les celebracions religioses), la Guerra i la Postguerra, i així no fou fins a 1944 que la confraria s'organitzà formalment, amb inscripció de confrares i vesta pròpia, car fins llavors eren llogades. De llavors ençà, doncs, la vesta és tota groc pastel; a la part central de la caperutxa porta l'escut, amb l'anagrama de Maria a l'esquerra, l'escut de Mallorca a la dreta i les tres estrelles de la Congregació de l'Oratori. A partir dels 1952 fou titular de la processó de l'Oració, celebrada en Dilluns Sant i també anomenada del Sant Crist Rescatat pel fet que hom treia la imatge del mateix nom, venerada a l'església de Sant Felip Neri de 1697 ençà. La processó va anar variant de recorregut, però les esglésies de Sant Felip Neri, la Mercè, Sant Miquel i la dels Caputxins eren recurrents com a punt de sortida i arribada. Es deixà de celebrar el 1971, atès el moment de poca popularitat que vivien les processons aleshores, però es recuperà el 2009 per tornar a ser suprimida el 2018, coincidint amb una reforma de l'Associació de Confraries.

### Passos
- Ecce HomoÉs obra de l'escultor Gabriel Juan Marroig (1867) i representa la primera estació del Via Crucis. El cedí a la confraria Mateu Salvà Planes, qui el trobà abandonat a l'entrada d'una casa, i sortí per primera vegada amb la confraria el 1986. Antigament era portat amb andes, però la confraria sempre l'ha portat amb rodes.
A més d'aquest pas, la confraria compta amb el Sant Crist Rescatat, que sortí a la seva processó de 1952 a 1971. El 2014 fou restaurat i tornà a sortir a la processó, ja recuperada, i tot i que es tornà a cancel·lar la processó el 2018, el pas continua de sortir el Dilluns Sant, portat amb andes per quatre persones. A més, de 2010 ençà els Dilluns Sants la confraria també treu el Sant Crist de l'Escolania portat a pes per tres confrares, una imatge restaurada el 2011 i que un temps presidia l'Altar Major de l'església durant l'ofici de Divendres Sant.

## Reial Confraria de Jesús de Natzarè
Va ser fundada el 1930 per desset confrares amb el títol de Cercle Obrer Catòlic. La vesta està conformada per túnica negra i capa i caperutxa morades; porta l'escut brodat al centre de la caperutxa, que consisteix en un llibre sobre una creu i una àncora coronat per un cor en flames, sobre fons blanc. Tenen la seu a l'església de Montision. El 1991 va rebre la condició de reial per part de Joan Carles I i de 1992 ençà desfilen amb membres de la Guàrdia Civil.

### Passos
- Jesús CaptiuÉs obra de Faustino Sanz i representa la primera estació del Via Crucis, quan Jesús és presentat al poble per Ponç Pilat. Va amb rodes i surt d'ençà de 1991.
El 1931, la confraria va sortir amb un pas, La tercera caiguda, que representa la novena estació del Via Crucis, i és una imatge que es troba a l'església de Montision. Era portat amb andes per membres de la Infanteria de Marina.

## Confraria de la Joventut Seràfica
Fou fundada el 1930 pel Pare Miquel Alorda dins de l'organització homònima, vinculada als franciscans de l'antic convent de Sant Francesc, on encara té la seu. La confraria es desvinculà de la joventut, actualment desapareguda, el 1949, quan s'aprovaren els estatuts. La seva vesta és característica, car no porten capa, la caperutxa és baixa i en comptes de túnica porten bastons rematats amb una creu; la túnica, com la caperutxa, és de color cendra, va cenyida amb un cordó franciscà, i al pit porten l'escut, que és el símbol dels franciscans. Dels anys cinquanta ençà organitzen la processó del Sant Enterrament, en Divendres Sant, que surt de Sant Francesc i actualment acaba a l'església del Socors.

### Passos
- El Sant EnterramentÉs obra de Jaume Mir, i representa la catorzena estació del Via Crucis, quan Jesús és enterrat. Està format per set figures, entre les quals Jesús mort, la Mare de Déu i Sant Joan, i sempre ha anat sobre rodes. Va ser confeccionat el 1954 amb la intenció d'establir una processó del Sant Enterrament en Divendres Sant, propòsit acomplert el mateix any. Però el pas no era apte per sortir en Dijous Sant, perquè es considerava que un Enterrament no era apte per aquella processó; per aquest motiu, l'any 1960 el pas va ser dividit en dos: un amb les cinc figures de l'Enterrament i un de més petit, amb la Mare de Déu i Sant Joan, pel qual es feu un nou escambell i que fou reanomenat Camí del Calvari, pensat per sortir en Dijous Sant. El 2013 el pas fou restaurat i reunit en el mateix escambell original.
- La CreuEs tracta d'una simple creu sense figures que aprofita l'escambell fet per l'antic pas del Camí del Calvari.

## Confraria de Nostra Senyora del Carme
Fou fundada l'estiu de 1929 pels carmelites descalços de l'església de la Mare de Déu del Carme, a la barriada de Santa Catalina (on tenen la seu), sota la direcció del Pare Martí de Jesús Maria, i sortiren per primera vegada a la processó del Dijous Sant de 1930. La vesta, a imitació de l'hàbit dels carmelites, consta de túnica marró i capa i caperutxa blanques, amb l'escut brodat a la part central (l'emblema dels carmelites descalços). El 2006 coorganitzà en Dilluns Sant la processó del Camí del Calvari per la barriada, juntament amb la Confraria de l'Assumpció, i més tard s'afegí la del Sant Crist dels Navegants; se celebrà durant deu anys, fins que fou suprimida en una reorganització de les processons de Dilluns i Dimecres Sant.

### Passos
- La primera caigudaÉs obra de Manel Traité i Figueras, del Taller d'Art Cristià d'Olot (1956), i representa la primera estació del Via Crucis, quan Jesús cau per primera vegada. Va amb rodes.

## Confraria del Sant Crist dels Navegants
Fou fundada el 1929 dins de la Congregació mariana de Joves de Santa Catalina, vinculada als jesuïtes i amb seu a la parròquia de Sant Magí. És la confraria de la barriada de Santa Catalina. Sortí per primera vegada la Setmana Santa de 1930. La vesta consisteix en una capa blava i túnica i caperutxa blanques, amb l'escut brodat a la part central: l'anagrama de Maria en lletres blaves i vermelles coronat per una corona. Inicialment els infants anaven vestits d'escolanet, amb túnica blava i roquet blanc, però més endavant adoptaren la versió simplificada de les vestes dels confrares. De 1955 a 1968 fou titular de la processó del Sant Crist dels Navegants, celebrada en Dilluns Sant i reeditada el 2007; el 2008 s'integrà en la processó del Camí del Calvari, de la qual era titular un de cada tres anys, quan la processó sortia de l'església de Sant Magí, fins que es deixà de celebrar.

### Passos
- Ecce HomoÉs una obra anònima del segle xvii que representa la primera estació del Via Crucis, quan Ponç Pilat presenta Jesús al poble. Fou cedida per les agustines de la Concepció el 1987 i restaurada per la confraria, que el va estrenar el Dijous Sant de 1990. El primer any fou portat amb andes, però a partir de 1991 va amb rodes.
- La DolorosaÉs obra de Venanci Vallmitjana i Barbany i és propietat de la parròquia de Sant Magí. Sortia a la processó del Sant Crist dels Navegants (Dilluns Sant), acompanyant el Sant Crist i portada amb andes, fins que la processó es deixà de celebrar. Anys més tard, es confeccionà un pas amb rodes que torna a sortir d'ençà de 1999.
A més d'aquests dos passos, la confraria ha tret en diverses ocasions la imatge del Sant Crist dels Navegants, imatge arribada d'Itàlia el segle xviii i adquirida al convent de Sant Domingo de Palma. Desamortitzat el convent, fou adquirida el 1835 pels comtes de Formiguera, que el 1882 la cediren al Bisbat, que la deposità al nou temple de Sant Magí. Sortia a la processó del Sant Crist dels Navegants (Dilluns Sant) fins que es deixà de celebrar. El 2007, aquesta processó es reedità, i encara dues vegades més cada tres anys, fins que es tornà a suprimir el 2018 i no ha tornat a sortir.

## Confraria Creuada de l'Amor Diví
Popularment dits els Creuats, la confraria fou fundada el 1928 per la Congregació Juvenil Creuada de l'Amor Diví, una congregació vinculada al Col·legi de Sant Alfons dels teatins, i va sortir per primera vegada la Setmana Santa de 1929. Té la seu a l'església de Sant Joan de Malta. D'ençà de la fundació, la vesta és totalment blanca, i al lateral de la capa porten l'escut brodat: una creu de Sant Joan vermella sobre fons blau amb una hòstia al centre, escut de l'antiga congregació i que fa referència a Sant Gaietà i a l'Oratori de l'Amor Diví. Amb la desaparició de la congregació juvenil, la confraria perdé el vincle amb la comunitat teatina, tot i que més tard reaparegueren els contactes. Està agermanada amb la confraria homònima de Felanitx, que participa a la processó del Sant Crist dels Boters de Dilluns Sant, de la qual la confraria és titular.

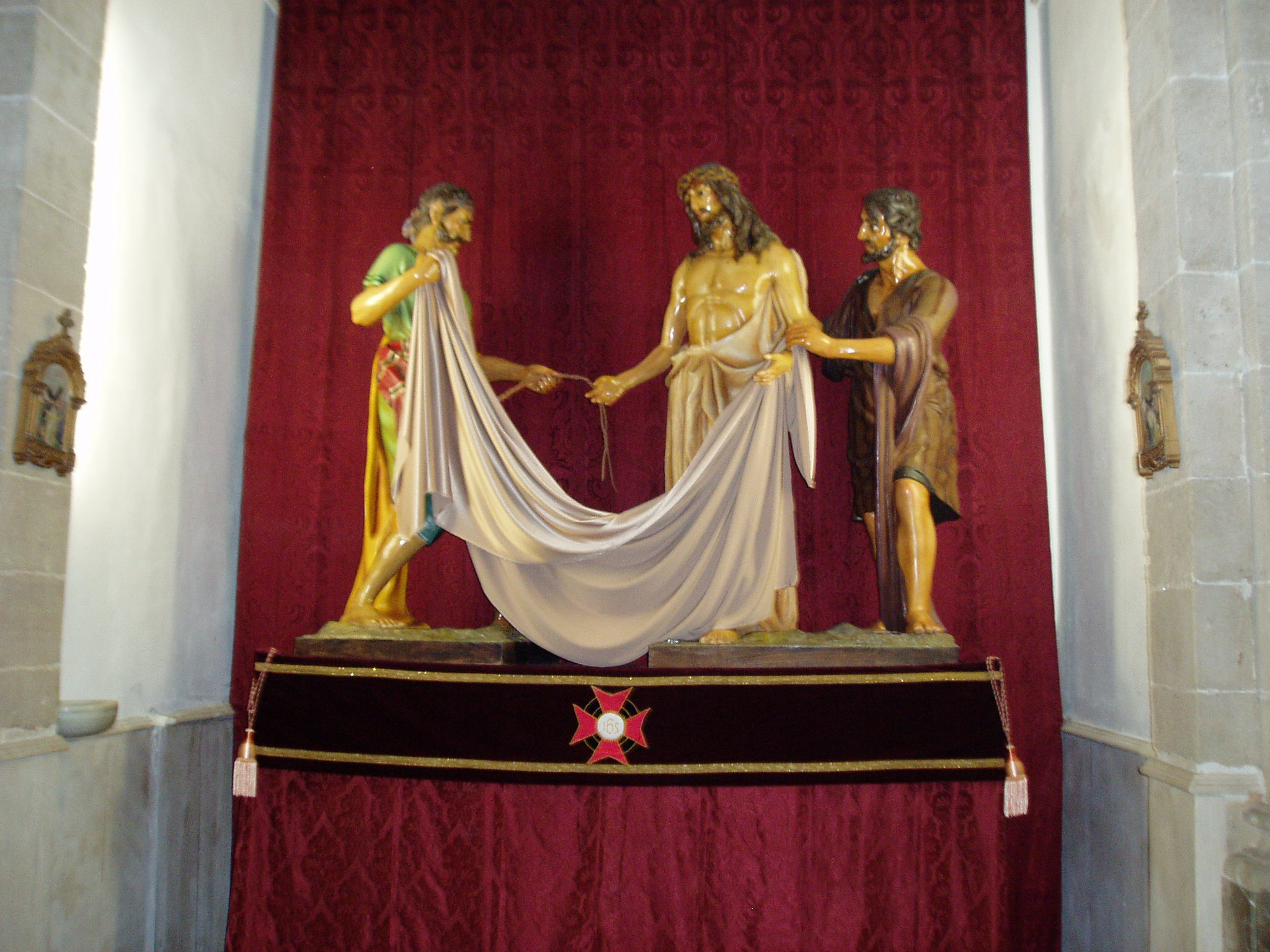
L'expoli de Jesucrist

### Passos
- Expoli de JesucristÉs obra del Taller d'Art Cristià d'Olot i representa la desena estació del Via Crucis. Fou beneït el 1998 i s'estrenà aquell mateix any. Va amb rodes.
- Mare de Déu de l'Amor DivíEs tracta d'una Dolorosa obra de Joan Roig que fou realitzada el 2005, el mateix any en què sortí per primera vegada. Tot i que el primer any va sortir portada amb andes per quatre persones, actualment va amb rodes.
A més d'aquests dos passos, d'ençà de 2007 la confraria treu el Sant Crist dels Boters (segle xv), portat per una sola persona, a la processó homònima.

## Confraria de la Joventut Antoniana

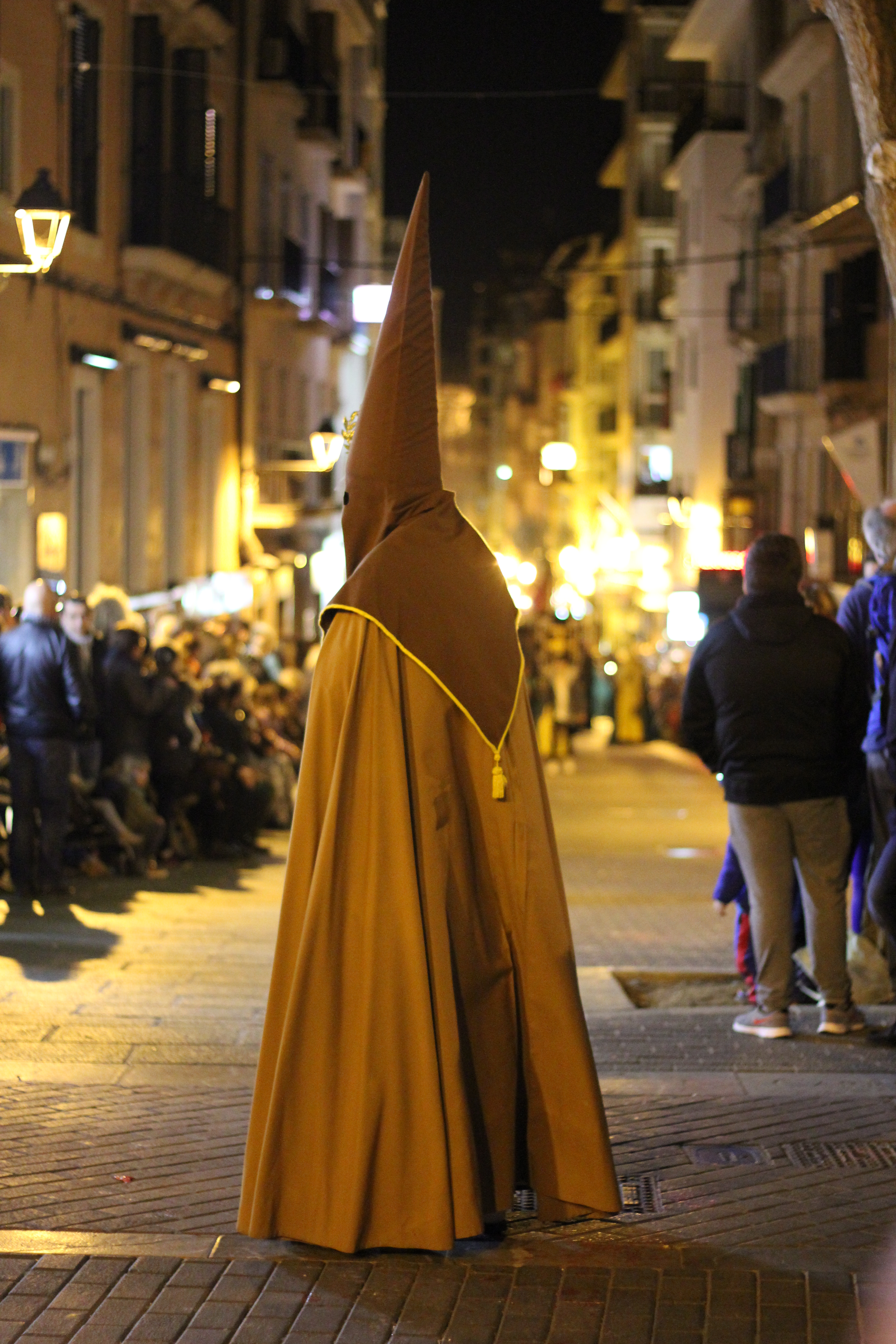
Confrare de la Joventut Antoniana

Fundada el 1928 dins de l'homònima organització religiosa de la Joventut Antoniana, vinculada a la comunitat caputxina de l'església dels Caputxins, on encara ara té la seu. La vesta està conformada per túnica i caperutxa del color marró dels caputxins i capa d'un marró de tonalitat més clara, tot i que fins a 1959 la vesta sencera era del mateix to de marró. Al centre de la caperutxa hi ha l'escut: sobre una creu patent, a la part inferior el símbol dels franciscans, a la part superior dreta l'escut de Mallorca i a la part superior esquerra una altra creu patent sobre fons blanc amb franges marrons, el color dels caputxins. Els anys 1972, 1973 i 1974 fou titular d'una processó en Dilluns Sant que sortia i acabava a l'església dels Caputxins.

### Passos
- La Segona CaigudaRepresenta la setena estació del Via Crucis, quan Jesús, que porta la creu, cau per segona vegada. Fou encarregat a Juan de Ávalos i patrocinat per Bartomeu March Servera, i sortí per primera vegada el Dijous Sant de 1968. Consta de quatre figures: Jesús, Simó Cirineu, Maria i Maria Magdalena, i té la característica que estan realitzats en els tons marrons i ocres dels caputxins.

## Confraria de Simó Cirineu
Fundada el 1928, està vinculada a la fundació jesuïta del Patronat Obrer d'ençà dels seus inicis, on encara ara té la seu. La vesta està conformada per túnica blau cel i capa i caperutxa negres, amb l'escut a la part central: el crismó marià de color blau cel sobre fons blanc. Del 2002 ençà està agermanada amb la Confraria del Silenci.

### Passos
La particularitat d'aquesta confraria és que Dijous i Divendres Sant desfila amb un pas vivent, que representa la cinquena estació del Via Crucis, amb Jesús amb la Creu escortat per legionaris romans i acompanyat per Simó Cirineu.

## Confraria del Silenci
Popularment coneguda com a Montision, fou fundada el 1927 per la Congregació de Maria Immaculada i Sant Lluís Gonzaga, vinculada als jesuïtes de l'església de Montision, i sortí per primera vegada la Setmana Santa de 1928. D'ençà de la fundació, té la seu a l'església de Montision. La vesta és tota negra, amb una capa particularment llarga que porten arrossegant i amb l'escut brodat al centre de la caperutxa (la lluna i el lliri de la Immaculada a l'esquerra, l'escut dels Gonzaga a la part superior dreta i l'escut de Mallorca a la inferior dreta); els escolanets, per altra banda, porten túnica blava i roquet. Del 2002 ençà està agermanada amb la Confraria de Simó Cirineu.
Tot i que la confraria no porta cap pas, d'ençà de 1993 la confraria porta una imatge d'un Sant Crist crucificat, ajagut i portat per quatre persones. Per altra banda, d'ençà de 1950 desfilen amb una creu de penitència que els confrares porten alternadament.

## Confraria del Sant Crist de l'Agonia

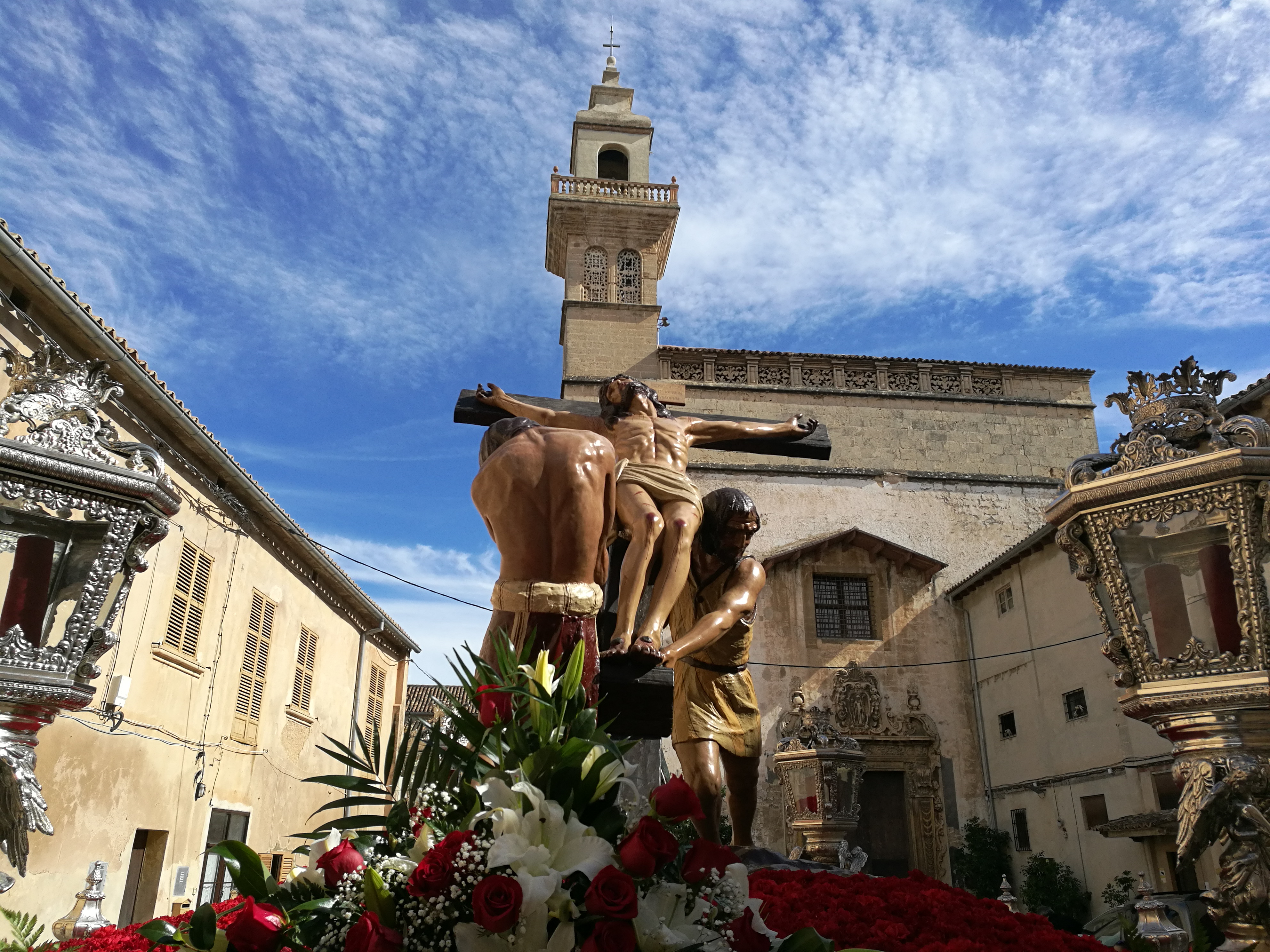
L'Elevació de Crist, obra de Llinàs Riera

Fou fundada el 1924 i té la seu al convent de Santa Clara, i l'any 1927 participà en la Setmana Santa amb estatuts i vesta propis. La vesta està formada per túnica blanca i capa i caperutxa granades, amb un l'escut a la part central, que consisteix en una corona d'espines sobre una creu. És titular de la processó del Sant Crist de l'Agonia, una de les de Dilluns Sant, que surt de Santa Clara de 1986 ençà, i de 2008 a 2017 també fou titular d'una de les processons de Dimecres Sant, que sortia de l'església de Sant Pius X, però aquesta segona fou eliminada en la reforma de processons de 2018.

### Passos
- L'Elevació de CristÉs obra de Joan Llinàs Riera (1930) i representa l'onzena estació del Via Crucis, el moment en què s'alça la creu amb Jesús. Sortí per primera vegada el 1930, i l'any 2002 hom li feu un nou escambell a Granada per ser portat a pes que li comportà problemes per circular pels carrers de Santa Clara i principalment per sortir del portal del convent. També surt per la de Dijous Sant.
- Redemptor MundiÉs obra de Luís Torres Romero (2003) i representa la dotzena estació del Via Crucis, amb Jesús a la creu. El 2006 estrenà un nou escambell en estil de Jerez que és portat a pes i surt el Dimecres i el Divendres Sant.

## Confraria de Nostra Senyora de l'Esperança i de la Pau

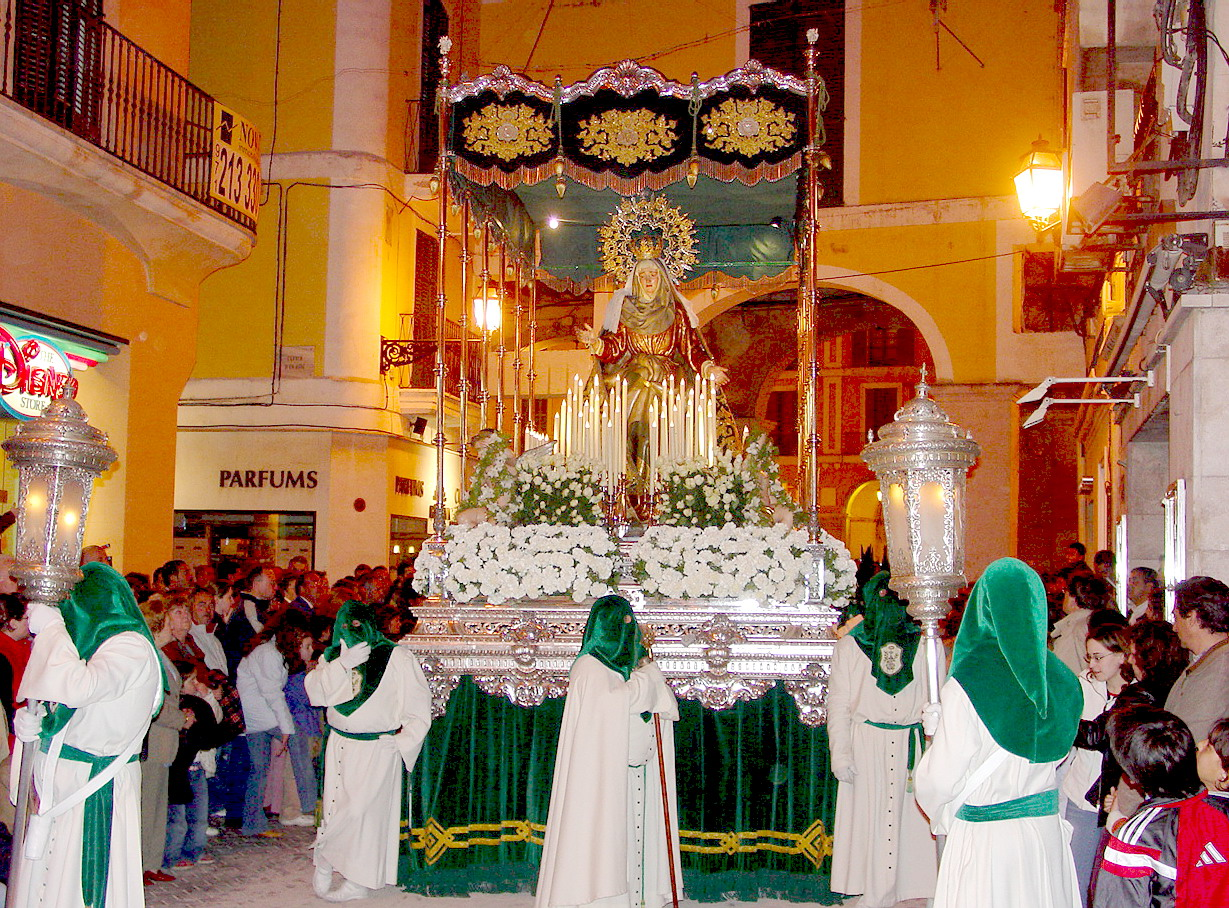
El pas de la Mare de Déu de l'Esperança un Dilluns Sant

Va ser fundada el 1924, i va viure grans canvis el 1953 quan rebé el patronatge d'Elionor Servera, esposa de Joan March i Ordinas: embelliren les vestes, reformaren les vares i els estendards i investiren en un nou pas. La vesta, que era de túnica verda i capa i caperutxa verdes, passà a ser blanca en la túnica i la capa i de vellut verd la caperutxa, amb un escut metàl·lic al centre. El pas resideix a l'església de Sant Francesc, que actua de seu per la confraria. De 2005 a 2017 fou la titular de la processó de Nostra Senyora de l'Esperança, una de les processons que tenien lloc Dilluns Sant; però el 2018, després d'una reestructuració de les processons, aquesta fou fusionada amb la del Sant Crist de l'Agonia, que surt de Santa Clara i acaba a Montision. És una de les confraries amb més popularitat de la ciutat.

### Passos
- Mare de Déu de l'EsperançaÉs obra de Josep Viladomat i fou encarregada per la família March-Servera i estrenada el Dijous Sant de 1954. Fou un pas revolucionari pel moment, car fins llavors no s'havia vist mai a Mallorca un pas d'estil sevillà, amb costalers, pali i sumptuositat d'estil barroc. Durant molts d'anys fou un dels principals atractius de les processons, perquè era la sola imatge portada per més de quatre persones, i suposà un precedent per totes les que es feren a partir dels anys noranta. Surt a les processons de Dilluns, Dijous i Divendres Sant.

## Confraria de la Santa Faç

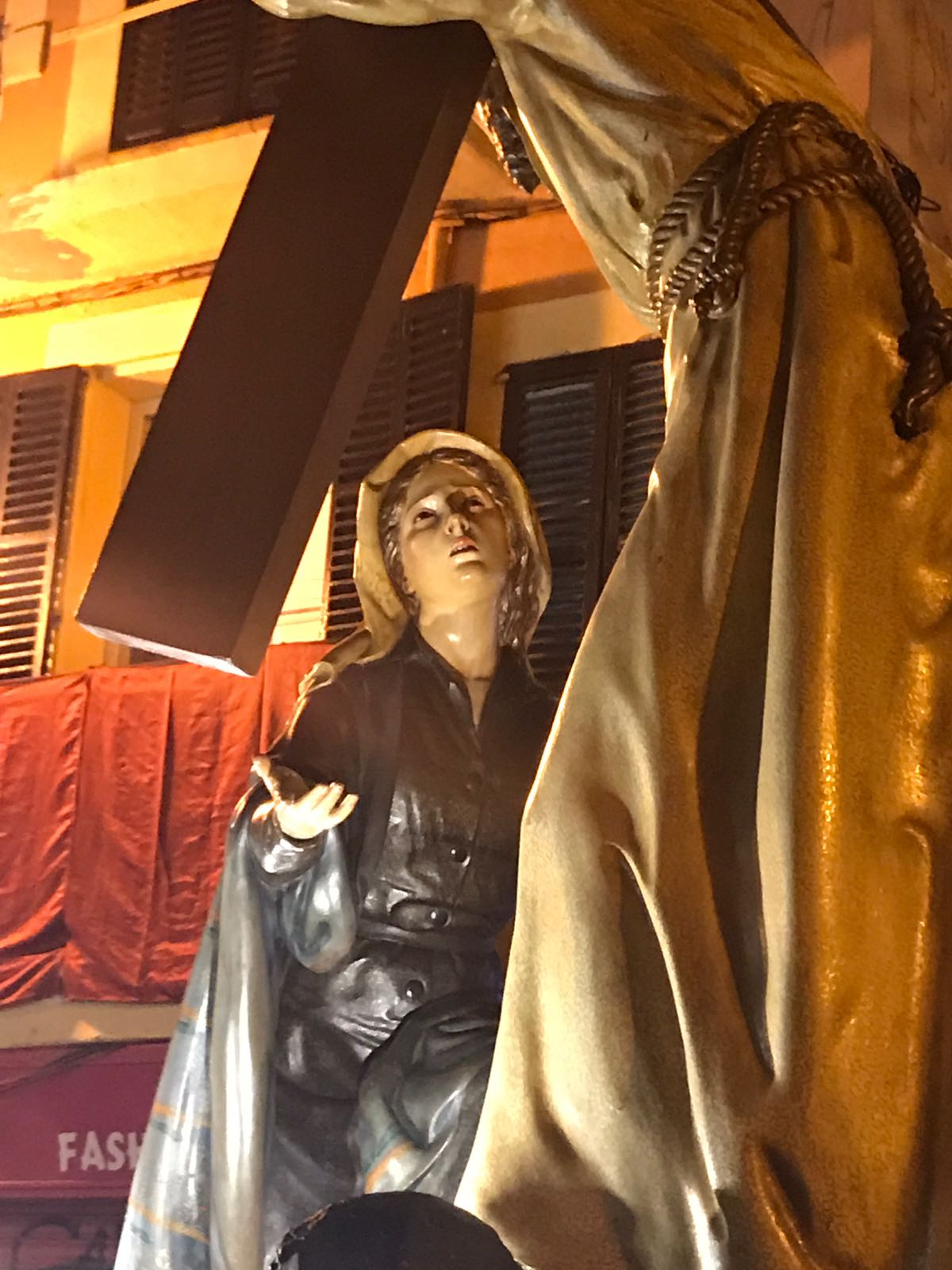
Detall de la Verònica

Va ser fundada el 1923. Té la seu a la parròquia de Sant Sebastià, on resideix la imatge del seu pas. La vesta és formada per capa blanca i túnica i caperutxa negres; al centre de la caperutxa porten l'escut brodat, que consisteix en un llençol blanc amb la cara de Jesús.

### Passos
- La VerònicaÉs obra de Miquel Arcas (1930) i representa la sisena estació del Via Crucis, quan la Verònica eixuga la suor de Jesús. Es va estrenar el Dijous Sant de 1930. Surt Dijous i Divendres Sant i porta rodes.

## Confraria de les Cinc Llagues
Va ser fundada el 1917, però no es va inscriure oficialment fins dos anys més tard. Té la seu a l'església de Sant Gaietà de 1927 ençà, tot i que n'és independent i té local propi. La vesta està formada per túnica i capa negres i caperutxa morada, amb l'escut (cinc llagues vermelles) brodat a la part central; de tota manera, fins a 1948 havien vestit de marró i capa blanca.

### Passos
- La LlançadaÉs obra de Maria Antònia Cerdà i representa la dotzena del Via Crucis en què Longí travessa el costat de Jesús amb una llança. Va sortir per primera vegada l'any 1991 i va amb rodes.
- Jesús abandonatEs tracta d'una imatge del segle xvii restaurada per la confraria i portada amb andes per una vintena d'homes a la malaguenya, els darrers anys guàrdies civils. L'escena recorda una de les set paraules pronunciades per Jesús a la Creu. Surt d'ençà de 2003.

## Reial Confraria de la Dolorosa

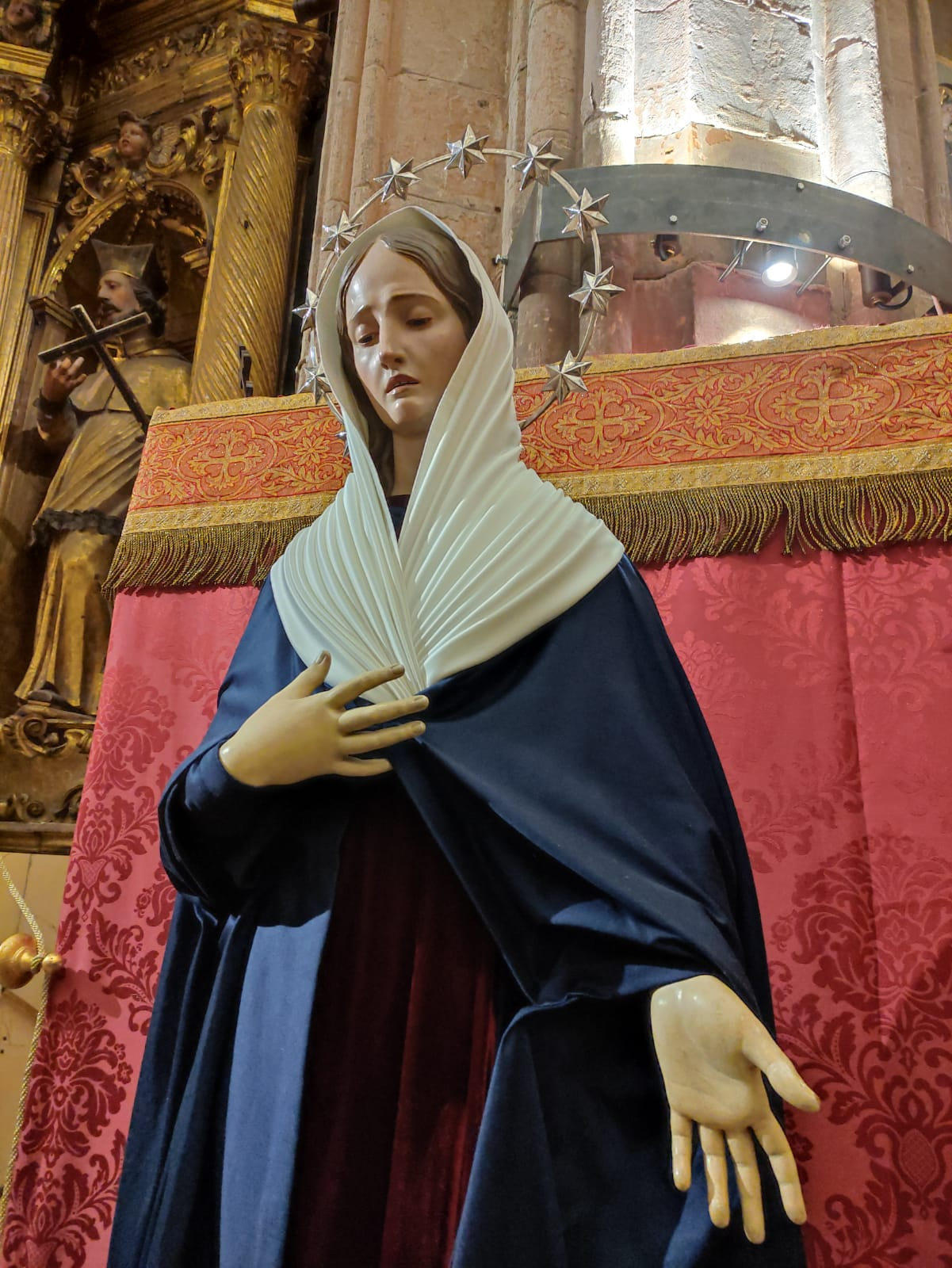
Imatge de la Dolorosa, obra de Guillem Galmés (1890)

Va ser fundada el 1910 per un grup d'amics devots de la Sang per acompanyar la imatge de la Dolorosa en les processons. Té la seu a l'església de Sant Nicolau, tot i que n'és independent. El 1929 va rebre la condició de reial per part d'Alfons XIII. La vesta està formada per túnica granat, caperutxa blanca (blava fins a 1965) i capa blava, que a un costat porta l'escut brodat: un cor en flames i set espases que el travessen sobre fons porpra, coronat per una corona. L'estendard, de 1929 i restaurat de fa poc, és una pintura obra de Pere Càffaro. És la confraria titular de la processó de Dimarts Sant, que surt de Sant Nicolau i acaba a la Sang, on roman la imatge de la Dolorosa, acompanyant simbòlicament el seu fill, fins a la processó de Dijous Sant.

### Passos
- La DolorosaÉs una imatge obra de Guillem Galmés de 1890 per acompanyar el Crist de la Sang a les processons, i de 1910 ençà ho fa amb la confraria. Fins a 1976 era portada per quatre homes amb andes; de llavors ençà el nou pas porta rodes. És propietat de la família Ferrer, que la cedeix cada any a la confraria per Setmana Santa.

## Antiquíssima Confraria de la Creu de Calatrava
Va ser fundada el 1902, i va ser pionera a Palma perquè fou la primera confraria fundada després de la de la Sang el segle xvi. Té la seu a l'església del Socors d'ençà del seu naixement, tot i que n'és independent, i porta el nom del barri on es troba. La vesta està formada per túnica blanca i capa i caperutxa negres; a un costat de la capa porten brodat l'escut (la Creu de Calatrava) i a la part central de la caperutxa, una insígnia amb les cinc llagues, també brodada. És la confraria titular de la processó de Divendres Sant, en la qual es representa el Sant Enterrament, que clou els actes de Setmana Santa.

### Passos
- Crist de la Bona MortLa imatge central és un anònim del segle xvii, i representa la dotzena estació del Via Crucis, quan Jesús mor a la creu. Surt de 1952 ençà, i està acompanyat per quatre imatges: una Dolorosa, Sant Joan (obres de Marc Llinàs, 1895), Maria Magdalena i un centurió romà (obres de Jaume Salvà, 1950). Aquest pas només surt a la processó de Dijous Sant.
- Sant SepulcreLa imatge també és un anònim del segle xvii, i representa la catorzena estació del Via Crucis: el cos jacent de Crist. Surt a la processó de Divendres Sant, i és amb aquesta imatge que es representa dins l'església del Socors el Sant Enterrament, acte que conclou la processó i la Setmana Santa. Originàriament era un Crist crucificat, però al segle xviii fou adaptat com a Crist jacent per representar el Sant Enterrament, acte que, de manera intermitent, s'ha celebrat de llavors ençà a l'església del Socors.
- Jesús humiliatLa imatge és un altre anònim del segle xvii o xviii, i representa la primera estació del Via Crucis, quan Jesús és presentat al poble per Ponç Pilat. Aquest pas surt els Dilluns, Dimarts i Dijous Sants d'ençà dels anys vuitanta.
- Nostra Senyora de GràciaEs tracta d'un altre anònim del segle xviii venerada a la capella homònima, annexa a l'església del Socors. Surt d'ençà dels anys vuitanta el Divendres Sant, acompanyant el Sant Sepulcre, i també el Diumenge del Ram.
Tots els passos de la confraria porten rodes.

## Confraria de la Preciosíssima Sang de Nostre Senyor Jesucrist

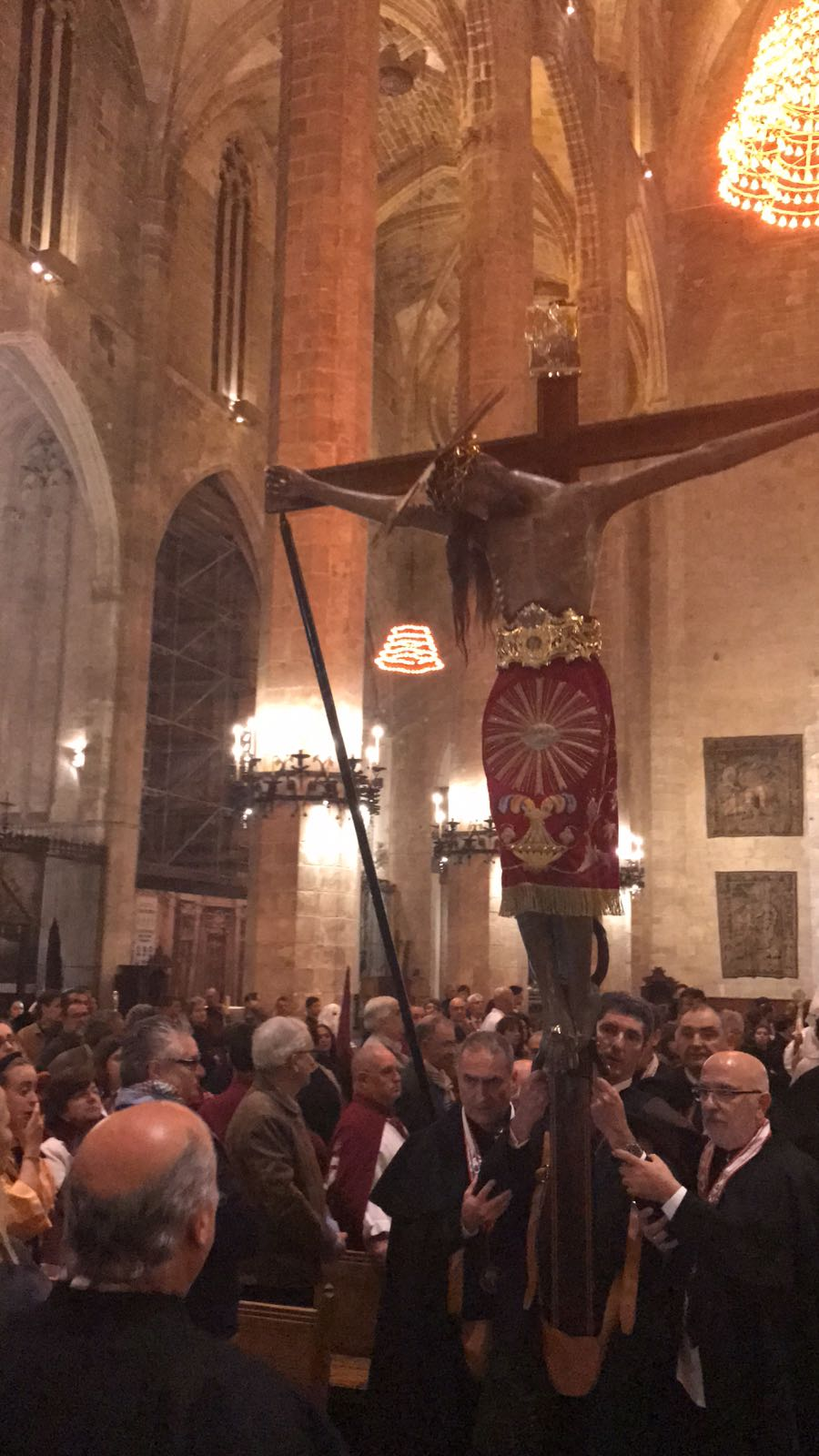
El Sant Crist de la Sang entrant dins la Seu un Dijous Sant

Creada el 8 de novembre de 1458 per mitjà d'una butla del papa Pius II amb la finalitat d'atendre els malalts pobres de l'Hospital General, a partir del segle xvi aquesta confraria començà a organitzar la processó del Dijous Sant, a partir de llavors coneguda com a Processó del Sant Crist de la Sang i que és l'origen de les processons de Setmana Santa de Palma. Porten la imatge del Sant Crist de la Sang, una obra anònima del segle xvi.

## Confraries desaparegudes

### Confraria de Sant Isidor
Fou fundada el 1947 i estava vinculada al Liceu Espanyol. La vesta era lila en la túnica i la caperutxa, mentre que la capa era blanca. Desaparegué el 1987.

### Confraria de Santa Marta
Fou fundada el 1959 pel col·legi d'hotelers, que elegiren Santa Marta, patrona dels hotelers, com a titular. La vesta la conformaven capa i caperutxa daurades i túnica blanca. Desaparegué en la dècada de 1970.